# Maxence Pécatte
Maxence Pécatte (né le 9 janvier 1997 à Saint-Brieuc) est un athlète français, spécialiste des épreuves combinées.
Il est également recordman de Bretagne en salle du saut en longueur avec un bond à 7m53

## Biographie
Champion de France cadet du décathlon en 2014, champion de France en salle cadet de l'heptathlon en 2015, il est champion de France en salle junior de l'heptathlon en 2016.
En 2018, il remporte le titre de l'heptathlon lors des championnats de France en salle, à Liévin, avec la marque de 5 864 pts.